# اكساندر بيركلي
زاندر بيركلي بالإنجليزية (Xander Berkeley ) ممثل ورسام ونحات، وكذلك فنان الماكياج أمريكي مواليد . 16 ديسمبرعام 1955 لكنه عاش معظم حياته في نيو جيرسي. حظر كلية هامبشاير وعملت في مسارح في نظام الكلية الخمس التي كانت جزءا من هامبشاير، بما في ذلك سميث، ماونت هوليوك، أمهرست، وجامعة ماساتشوستس.

## الموقع الرسمي
www.xanderberkeley.net

## روابط خارجية
- اكساندر بيركلي على موقع IMDb (الإنجليزية)
- اكساندر بيركلي على موقع روتن توميتوز (الإنجليزية)
- اكساندر بيركلي على موقع ألو سيني (الفرنسية)
- اكساندر بيركلي على موقع أول موفي (الإنجليزية)
- اكساندر بيركلي على موقع قاعدة بيانات الأفلام السويدية (السويدية)
- اكساندر بيركلي على موقع إن إن دي بي (الإنجليزية)
- اكساندر بيركلي على موقع قاعدة بيانات الفيلم (الإنجليزية)
- اكساندر بيركلي على موقع كينوبويسك (الروسية)